# Germaine Le Goff
Germaine Le Goff, née Germaine Le Bihan le 10 avril 1891 à Pouldergat dans le Finistère et morte le 21 juillet 1986 à Sucé-sur-Erdre en Loire-Atlantique, est une institutrice et éducatrice française.
Elle fonde puis dirige de 1938 à 1945, près de Dakar (Sénégal), la première école d'institutrices d’Afrique : l’école normale de Rufisque. Elle y crée un réseau fort de solidarité constitué de femmes africaines de renom, dont Jeanne Gervais, Jeanne-Martin Cissé, Caroline Faye Diop, Mariama Bâ et Annette Mbaye d'Erneville, Aminatou Diallo - Bah.

## Biographie

### Jeunesse et débuts en Bretagne
Germaine Le Bihan est née le 10 avril 1891 à Pouldavid, section de la commune de Pouldergat, dans le Finistère, dans une famille modeste bretonne de pêcheurs,.
Elle entre à l'école normale primaire en 1907 et, devenue institutrice, est nommée à Silfiac, dans le Morbihan.
Elle épouse François Auffret, à Pouldergat, section de Pouldavid, le 5 août 1913 et en a une fille en 1915. Son mari est alors dans les tranchées de la Première Guerre mondiale et en meurt en 1918.
Après son veuvage, elle épouse le 3 janvier 1921 à Pouldavid-sur-Mer Joseph Le Goff, lui aussi instituteur.
Elle enseigne quelques années à Réguiny dans le Morbihan, où elle est en conflit avec le curé de la commune dans un contexte de guerre scolaire contre l'école laïque.
Elle décide avec son nouveau conjoint Le Goff, de choisir la vie de colons plus douce, laissant la place à de plus grandes ambitions en matière d'éducation et demande à être mutée en Afrique.

### Première expérience au Soudan français
Germaine Le Goff est envoyée en 1923 à Djenné au Soudan français et découvre les réalités du terrain et du contexte colonial. Ses élèves ne parlent pas le français et elle-même ne comprend pas les langues locales. En outre, les besoins des élèves ne sont pas en corrélations avec les enseignements proposés par la France. Elle l’exprime dans ses mémoires : « J'avais compris qu'instruire – comme en France – des filles pour un milieu inculte, c'était mettre la charrue avant les bœufs. Les connaissances que j'enseignais étaient-elles des connaissances utiles dans un milieu comme Djenné où il n'y avait ni livres, ni journaux, ni aucune boutique vendant le papier et le porte-plume ? Apprendre à lire pour lire quoi ? Apprendre à écrire pour écrire à qui ? [...] n'était-ce pas haute fantaisie que d'instruire des filles qui auraient à vivre la vie de leurs mères, des femmes africaines depuis des millénaires ? ».
Elle remet en question les programmes d'enseignement, son rôle d'éducatrice et modifie son approche pédagogique. Rapidement les effectifs augmentent et elle est promue en 1926 au lycée Faidherbe de Saint-Louis au Sénégal. Elle y poursuit ses recherches sur l’éducation des filles et tente de mobiliser les milieux éducatifs, administratifs et coloniaux autour de la question de l’accès des africaines à l’école. En 1932, elle est mutée à Dakar.

### L’école normale de Rufisque
L'arrivée au pouvoir en France du Front populaire en 1936 donne un nouvel élan à sa carrière. Germaine Le Goff est chargée en 1938 par le nouveau Gouverneur général de l'Afrique-Occidentale française (AOF) de créer à Rufisque près de Dakar, la première école normale d'institutrices d’Afrique. Une quarantaine de jeunes femmes sont recrutées dans l'ensemble de la fédération de sept colonies et deviennent, quatre ans plus tard, les premières institutrices africaines,.
Germaine Le Goff propose un système d’enseignement basé sur le travail, la tolérance, l'égalité et la liberté religieuse, avec pour ambition de faire « des femmes plus évoluées qui éduqueraient la masse et par leur rayonnement personnel et par l'école ». Elle y travaille jusqu'à sa retraite, en 1945 où l’école compte 120 élèves.

### Un rayonnement international

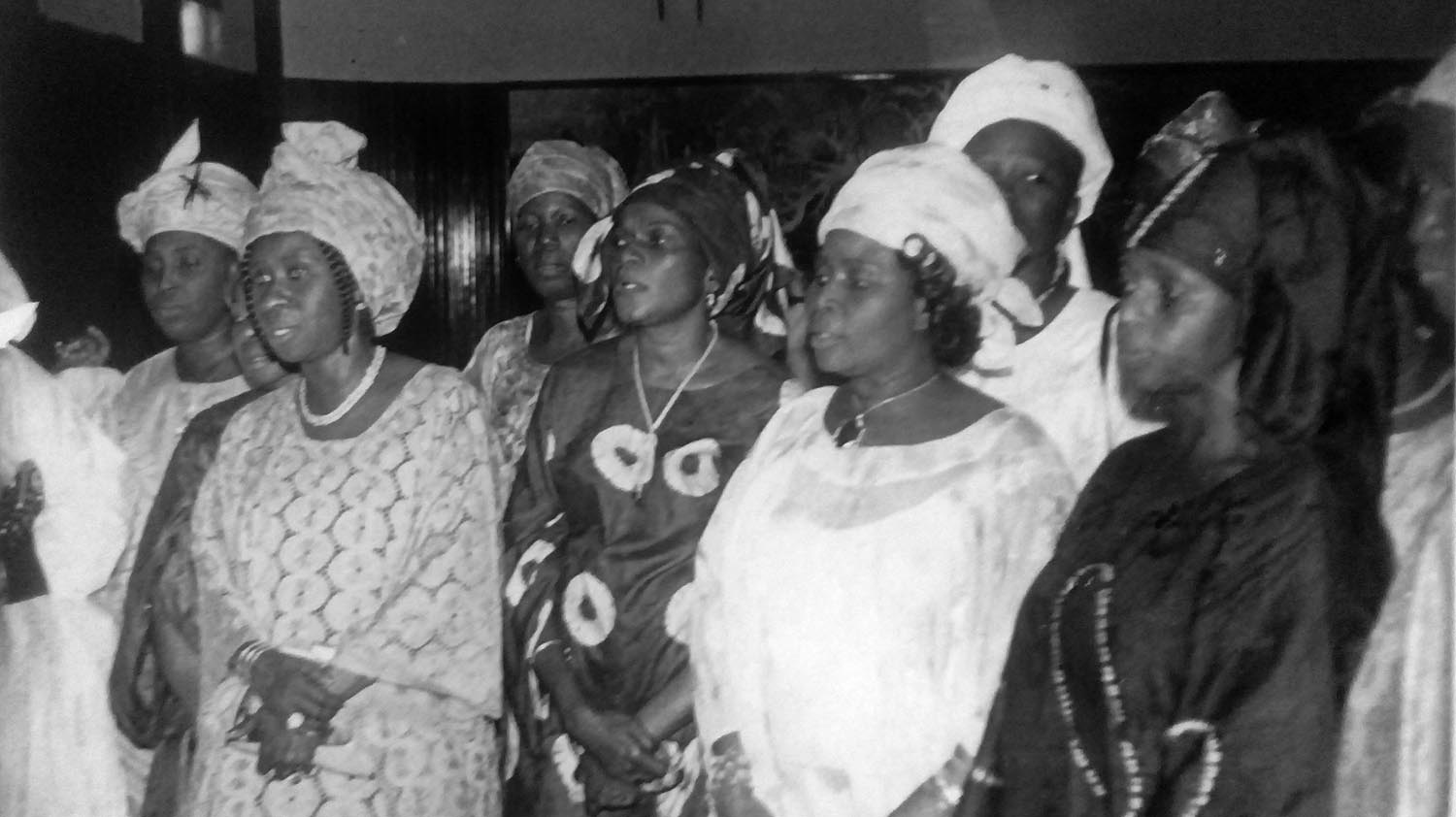
Amicale des Legoffiennes (Mariama Bâ à gauche) dans les années 1970.

Elle a créé un réseau fort de solidarité internationale. Parmi les anciennes élèves de l’École normale de Rufisque, Jeanne-Martin Cissé, Jeanne Gervais, Mariama Bâ, Fatou Djibo, Caroline Faye Diop, et Annette Mbaye d'Erneville ont mené des carrières internationales et porté des valeurs féministes. Ces anciennes legoffiennes se réunissent à travers l’Amicale Germaine Le Goff et revendiquent « une marque Germaine Le Goff »,,.
Germaine Le Goff meurt en 1986 à l'âge de 95 ans, à Sucé-sur-Erdre en Loire-Atlantique.
En 2004, François-Xavier Freland lui consacre une biographie, L'Africaine blanche (1891-1986) : Germaine Le Goff, éducatrice mythique, publiée aux éditions Autrement.
L'école normale d’institutrices de Thiès est rebaptisée en 1976 école Germaine-Le-Goff.